# Cuthona kuiteri
Cuthona kuiteri is een slakkensoort uit de familie van de Cuthonidae. De wetenschappelijke naam van de soort is voor het eerst geldig gepubliceerd in 1981 door Rudman.